# 恋せよまやかし天使ども
『恋せよまやかし天使ども』（こいせよ まやかしてんしども）は、卯月ココによる日本の漫画作品。
本作は、表の顔は学園中から注目される「完璧美少女」と「完璧美男子」でありながら、表の顔からは想像もつかない裏の顔を共有するふたりの恋模様をコメディタッチで描く少女漫画である。作者の卯月ココによると、もともと裏表のギャップがあるキャラクターが好みなので、キャラクター像を練っていると些細なギャップがどうしても生じてしまうため、思い切ってギャップそのものをメインとした作品にしようと思ったのが、本作執筆のきっかけである。2023年4月、月刊漫画雑誌『デザート』にて掲載が開始され、同年9月、単行本化された。
2025年1月時点で世界累計部数が100万部を突破している。

## あらすじ
「学園のマドンナ」「心撃の天使」として学園中の注目を浴びる「完璧美少女」桂おとぎは、美貌だけではなく、その性格や振る舞いで、一目を置かれる存在。しかし、その姿は、幼少の頃から周囲の期待に合わせて作り上げた表の顔であり、淑やかな外見からは想像もできない「男前」な裏の顔があった。そんなおとぎにとって、同じクラスの美男子で優等生な一刻は気になる存在だったが、あまりに完璧に過ぎる一刻の外面に自分と同じ裏の顔があると疑い、こっそり一刻の観察を開始。しかし、観察を一週間続けたものの、一刻の様子は常に変わらず、相変わらずの「完璧美男子」ぶりであった。一刻を疑ったことを心の中で謝罪したおとぎだが、その後、駅でのトラブルで自分の裏の顔が一刻に知られてしまい、同時に一刻の裏の顔を知ってしまうという予想外の展開に直面するのであった。

## 登場人物

### 主要人物
桂 おとぎ（かつら おとぎ）
本作の主人公。1年A組委員長。自他共に認める「完璧美少女」。
容姿端麗、品行方正、淑やかな振る舞いで学園の注目を集める「学園のマドンナ」であるが、それは、幼少の頃から周囲の期待に応え作り上げてきた表の顔であった。その裏の顔は、ぶっちゃけキャラであり、喧嘩上等で男前な性格をしているが、幼馴染の桃井紅以外には隠し通してきた。
目を合わせただけで相手の心を撃ち抜くほどの魅力から「心撃（しんげき）の天使（エンジェル）」と呼ばれているが、本人は「ダサい」ので嫌がっている。
ナルシストであり、「完璧美少女」の自分にふさわしい初恋相手として、「完璧美男子」の刻に目を付けていた。しかし、駅でのトラブルをきっかけに自分の裏の顔を刻に知られ、同時に刻の裏の顔を知ることになり、振り回されていく。
刻と交流し、裏の顔で接するようになってからは、刻を「いっこく」と呼んでいる。もともと「いっこく」は、「一刻」の正しい読み方がわからなかったおとぎが付けた、内心のニックネームだった。
一 刻（にのまえ とき）
1年A組副委員長。長身長髪の美男子。
外見だけではなく成績優秀、態度や言葉遣いも丁寧で人気がある「完璧美男子」だが、それは、おとぎと同じように作り上げてきた表の顔であり、実際には、裏の顔を隠していた。
おとぎは、一刻の裏の顔を「ブラックいっこく」と呼んでいる。

### その他
桃井 紅（ももい べに）
おとぎの幼馴染。おとぎからは「紅（べに）ちゃん」と呼ばれている。
おとぎが裏の顔で気楽に話すことができる唯一の相手。
白羽 弦（しらはね げん）
刻の年上の幼馴染。刻から「弦兄」（げんにい）と呼ばれ、慕われている。
両親の喫茶店の運営を任されている。
鳳 ネネ（おおとり ネネ）
おとぎや刻と同じクラスの男子生徒。刻になついている。
隣のクラスの鳳ノノは、ネネの双子の弟。
鳳 ノノ（おおとり ノノ）
鳳ネネの双子の弟。おとぎたちの隣のクラス。

## 評価
マンガライターのたけのこは、『このマンガがすごい! 2024』のレビューにおいて、周囲の視線を計算しつつ、努力して理想の自分を創り上げるヒロインは、これまでも多くの少女漫画に登場しているが、その中でも本作主人公のおとぎは「トップクラス」と述べるとともに、おとぎの表向きの姿について、幼い頃から周囲が自分に求める姿を自覚し「無理することなく自発的に理想像を演じてきたゆえに、演技する表向きの姿もいつわることのない彼女自身」と指摘し、そのような主人公を据えた本作を「とても現代的」と評した。また、相手役の一刻についても表裏のギャップの魅力に言及し、表向きは優しく成績優秀な「完璧美男子」が荒々しい素顔を自分にだけ不意に向けてくるのだから、主人公ならずとも「そのギャップの虜になること必至だ」と述べている。

## 反響
本作は、X（旧Twitter）に第1話が投稿されるとすぐに脚光を浴びて19.5万「いいね」を獲得し、アマゾンのカスタマーレビューでは、満点評価である星5.0のうち星4.9という驚異的な高評価を得た。読者からは「私の心も撃ち抜かれました」「ニヤケがとまらない」「まさかの展開」などの感想が寄せられており、多くの注目を集める話題作となった。また、本作は業界からも注目されており、2023年（令和5年）12月発表の宝島社「このマンガがすごい! 2024 オンナ編」ではランキング第18位、2024年2月発表の日本出版販売「全国書店員が選んだおすすめコミック」のスピンオフ企画「出版社コミック担当が選んだおすすめコミック2024」では第4位となった。同年8月、「次にくるマンガ大賞 2024」コミックス部門にて9位、U-NEXT賞も受賞。2025年5月には第49回講談社漫画賞少女部門を受賞した。

## その他
- 本作の舞台である学園は、大阪府池田市所在の私立女子高等学校「宣真高等学校」をモデルとしている[13][14]。たとえば、第1話では、時計台が登場している[14]。

## 書誌情報
- 卯月ココ 『恋せよまやかし天使ども』 講談社〈KCデザート〉、既刊5巻（2025年7月11日現在）
  1. 2023年9月13日発行（同日発売[15]）、ISBN 978-4-06-532998-6
  2. 2024年2月13日発行（同日発売[16]）、ISBN 978-4-06-534640-2
  3. 2024年7月11日発売[17]、ISBN 978-4-06-536192-4
  4. 2024年12月13日発売[18]、ISBN 978-4-06-537807-6
  5. 2025年7月11日発売[19]、ISBN 978-4-06-540056-2